# Astor (Florida)
Astor is een plaats (census-designated place) in de Amerikaanse staat Florida, en valt bestuurlijk gezien onder Lake County.

## Demografie
Bij de volkstelling in 2000 werd het aantal inwoners vastgesteld op 1487.

## Geografie
Volgens het United States Census Bureau beslaat de plaats een oppervlakte van
6,4 km², geheel bestaande uit land. Astor ligt op ongeveer 14 m boven zeeniveau.

## Plaatsen in de nabije omgeving
De onderstaande figuur toont nabijgelegen plaatsen in een straal van 24 km rond Astor.